# Agroeca limnicunae
Espèce
Synonymes
- Micaria limnicunae McCook, 1884
- Agroeca ornata Banks, 1892
- Agroeca repens Emerton, 1894
- Rachodrassus monroensis Kaston, 1938

Agroeca limnicunae est une espèce d'araignées aranéomorphes de la famille des Liocranidae.

## Distribution
Cette espèce se rencontre aux États-Unis, au Canada et en Russie.

## Systématique et taxinomie
Cette espèce a été décrite sous le protonyme Micaria limnicunae par McCook en 1884. Elle est considérée comme nomen dubium par Platnick et Shadab en 1988. Elle est considérée comme valide et placée dans le genre Agroeca par Eiseman en 2024.
Agroeca ornata, Agroeca repens et Rachodrassus monroensis ont été placées en synonymie par Eiseman en 2024.

## Publication originale
- McCook, 1884 : « A spider that makes a spherical mud-daub cocoon. » Proceedings of the Academy of Natural Sciences of Philadelphia, vol. 36, p. 151-153 (texte intégral).